# راندال جايلز
راندال جايلز (بالإنجليزية: Randall Giles)‏ هو عالم إنسان وملحن أمريكي، ولد في 1950، وتوفي في 27 أغسطس 2010.